# Bernacice
Bernacice (cz. Bernartice, niem. Wernersdorf) – wieś w Polsce, położona w województwie opolskim, w powiecie głubczyckim, w gminie Głubczyce.
Leży na terenie Nadleśnictwa Prudnik (obręb Prudnik).

## Nazwa
Miejscowość została zanotowana w roku 1222 w dokumencie łacińskim jako Wernhartiej in terminis Poloniae. Miejscowość notowano również pod nazwą Wernhartici.

## Zabytki
Do wojewódzkiego rejestru zabytków wpisane są:

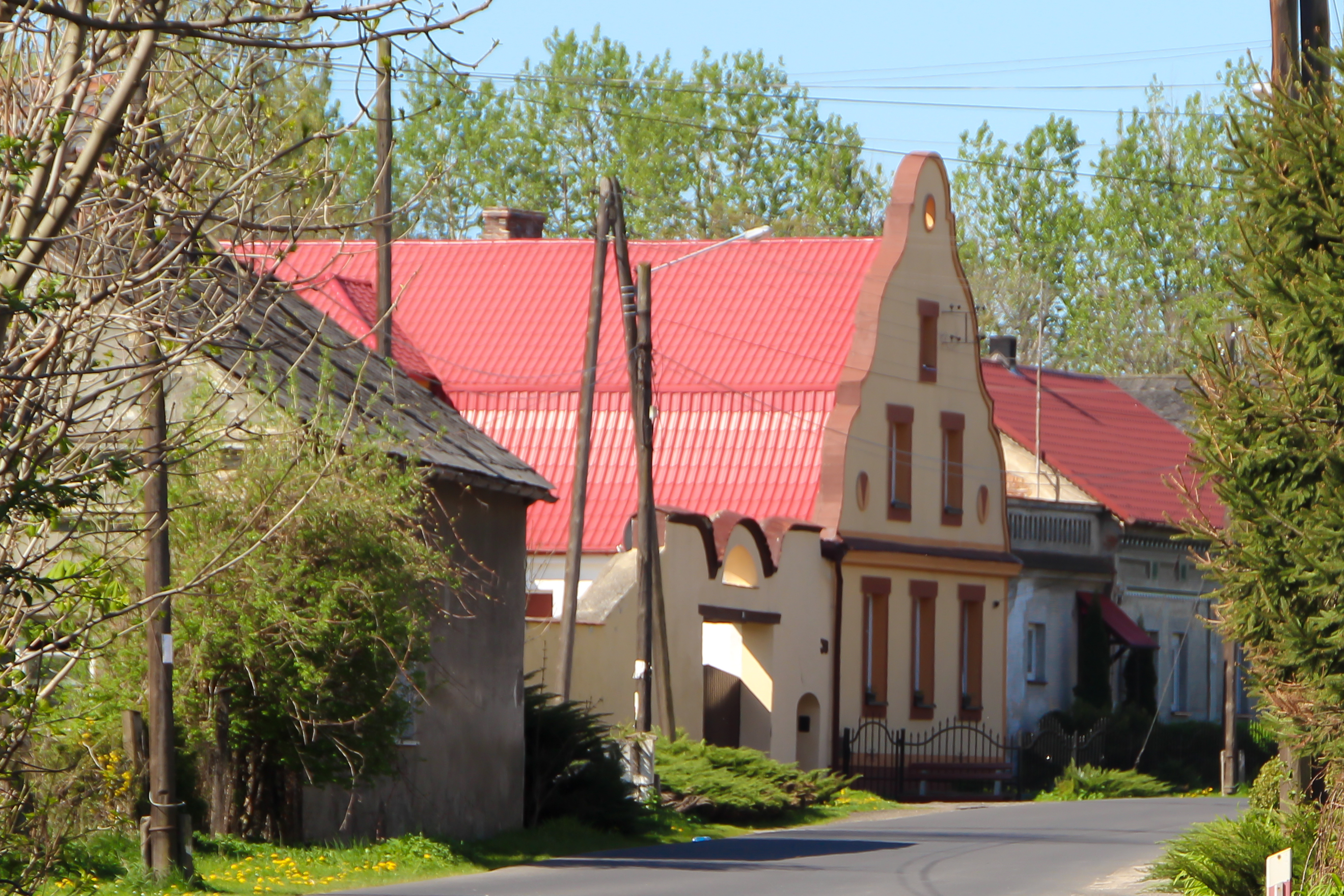
dom nr 38

- dom nr 38, z XIX w.
  - ogrodzenie z bramą.